# Ælfwine (évêque de Wells)
Pour les articles homonymes, voir Ælfwine.
Ælfwine est un prélat anglais mort le 29 août 998 ou 999. Il est le huitième évêque de Wells.

## Biographie
L'épiscopat d'Ælfwine est bref. Il est choisi pour succéder à l'évêque de Wells Sigegar, mort le 28 juin 996 ou 997, et meurt à son tour deux ans, deux mois et un jour plus tard, le 29 août 998 ou 999. Il apparaît durant cette période comme témoin sur trois chartes du roi Æthelred le Malavisé.